# Lapanouse-de-Cernon
 Lapanouse-de-Cernon  es una población y comuna francesa, situada en la región de Mediodía-Pirineos, departamento de Aveyron, en el distrito de Millau y cantón de Cornus.

## Demografía
| 180 | 152 | 130 | 142 | 111 | 99 |
| Para los censos de 1962 a 1999 la población legal corresponde a la población sin duplicidades (Fuente: INSEE [Consultar]) |     |     |     |     |    |